# Časovni pregled glasbenotehničnih izumov
Časovni pregled glasbenotehničnih izumov je pregled izumov, ki so tako ali drugače povezani z glasbo, od mehanskih do električnih priprav, glasbil in drugih inovacij, po obdobjih in letih.

## Pregled

### Začetki
- 3. stoletje pr. n. št. – Ktezibij iz Aleksandrije je izumil hidravlij, prve znane mehanske orgle s piščalmi. Hidravlij je uporabljal vodo, da je uravnaval pritisk v orglah. Pnigeus, majhen zračni zbiralnik, podoben zvonu, je bil pričvščen v sodu z vodo. Voda je potiskala zrak navzgor, od koder so bile z njim oskrbovane piščali.
- 890 – Zapisana je bila Banu Musa, najstarejša znana razprava o samodejnem instrumentu, orglah.
- 1000 – Skladatelj Guido Areški je razvil obliko solmizacije, ki je za pomnjenje »neznanih pesmi« uporabljala mnemonični sistem. Postopek spominske opore je vseboval črkovne in zlogovne znake, pa tudi točke (sklepe) človeške roke.
- 1400 – Pojavil se je hurdy-gurdy, lajni podobne orgle. Z njim so igrali izoritmične motete, ki so uporabljali vzorce ritmov in višin tonov, s katerimi so definirali kompozicijo. Izoritmične motete sta pisala skladatelja John Dunstable in Guillaume Dufay v 13. in 14. stoletju. Trajanje in melodični vzorci niso imeli enake dolžine. Glasba je nastajala skozi različne permutacije tonov in notnih vrednosti, zaradi česar je nastal zamik. Skladatelj je moral izmenjati vse note in trajanja, da je prišel do osnovnega vzorca.

### Moderna doba
- 1500 – Iznajden je bil postopek preslikave črk v tone, imenovan soggetto cavato. To tehniko je uporabil Josquin des Pres v svoji maši Herkules, vojvoda Ferrare. Uporabljali so se le samoglasniki iz solmizacijskega zloga (na primer e = re = D; u = ut = C: Her-ku-les = D, C, D). Tak vzorec so uporabljali za imena in priimke, mesta idr. italijanski skladatelj in glasbeni teoretik Don Nicola Vicentino je iznašel archicembalo, čembalu podoben instrument s šestimi klaviaturami in oktavo, razdeljeno na 32 tonov.
- 1503 – Giovanni Spinetti je skonstruiral kordofoni instrument, imenovan spinet.
- 1600 – Athanasius Kircher je v svoji knjigi Musurgia Universalis opisal mehansko napravo za komponiranje. Za predstavitev lestvice, ritma in tempa je uporabil številska in aritmetična razmerja, kar je poimenoval Arca Musarithmica.
- 1624 – Angleški filozof in esejist Francis Bacon je v delu New Atlantis pisal o znanstveni utopiji: »imamo hiše zvoka, kjer uporabljamo in nazorno prikazujemo vse vrste zvokov. Imamo harmonije, ki jih vi nimate, četrttonske in manjše dele zvokov.«
- 1644 – Iznajden je bil instrument Nouvelle, hidravlični stroj, ki je proizvajal zvoke.
- 1738 – Iznajdeni so bili mehanski ptiči in sodarske orgle. V okviru industrijske revolucije so poskušali izkoristiti parni stroj za mehanske računske naprave.
- 1761 – Abbe Delaborde je v Parizu skonstruiral clavecin électrique. Benjamin Franklin je izpopolnil stekleni harmonij. Johann Nepomuk Mälzel, izumitelj metronoma in Beethovnov prijatelj, je izumil instrument s tipkami, imenovan panharmonicon.
- 1787 – Mozart je skomponiral skladbo Musikalisches Wurfelspiel. Sestavljena je bila iz niza prezloženih taktov, prirejenih v poljubne 8-taktne fraze. Vsak met para kock je predstavljal posamezno frazo, in tako je po osmih metih lahko določil prvo frazo.
- 1796 – Iznajden je bil carillon, kromatično uglašena glasbena naprava, ki je samodejno igrala z uporabo perforiranega valja.
- 1830 – Robert Schumann je skomponiral Abegg Variacije, op. 1. Skladbo je poimenoval po enem od svojih deklet. Osnovna tema je slonela na tonih A-B-E-G-G, ki so bie črke njenega imena. Pozneje so to uporabljali kot tehniko sogetto cavato.
- 1832 – Samuel Finley Breese Morse je izumil telegraf.
- 1833/1834 - Angleški matematik, filozof in pionir računalništva Charles Babbage je zgradil velikanski mehanski računalnik, imenovan diferenčni stroj. Leta 1834 je narisal načrt za napravo z imenom analitični stroj (Analytical Engine), ki ga ni nikoli izvedel. Pri dokumentiranju teh fantastičnih naprav je sodelovala Ada Lovelace, hči lorda Byrona.
- 1835 – Robert Schumann je skomponiral Carnaval, op. 9, enaindvajset kratkih klavirskih skladb. Vsaka skladba se je nanašala na drugo črko.
- 1846 – Adolphe Sax je v Franciji patentiral glasbilo, imenovano saksofon.
- 1859 – David Edward Hughes je izumil telegraf s tipkovnico, podobno klavirski, ki je sprožila mehanizem.
- 1863 – Hermann Ludwig Ferdinand von Helmholtz je napisal knjigo O senzcijah tona kot psihološke osnove za glasbeno teorijo, ki velja za enega od temeljev sodobne akustike.
- 1867 – Hipps, direktor tovarne telegrafov v Neuchatelu, Švica, je izumil elektromehanski klavir.
- 1876 – Elisha Gray (soizumitelj telefona ob Bellu) je izumil elektroharmonični ali elektroglasbeni klavir. To glasbilo je prenašalo tone (glasbeni material) po žicah. Koenig je izumil tonametrik. To glasbilo je razdelilo štiri oktave v 670 enakih delov in je bilo najzgodnejši mikrotonalni instrument.
- 1877 – Thomas Alva Edison (1847–1931) je izumi fonograf. To je bila prva priprava z možnostjo zapisovanja zvoka: na premikajoč se trak s parafinom prekritega papirja je igla izdolbla brazde. Emile Berliner (1851–1929) je sočasno z Edisonom izumil in patentiral cilindrični in ploščasti fonografski sistem.
- 1880 – Alexander Graham Bell (1847–1922) je financiral svoj lastni laboratorij v Washingtonu, D.C. ter skupaj s Charlesom S. Tainterjem zasnoval in patentiral številne zamisli za prenos in snemanje zvoka.
- 1887 – Emile Berliner je izdelal prvo gramofonsko ploščo. Od Edisonovega sistema je prevzel snemalni, predvajalni in ojačevalni del (odmevnik) ter drobno iglo, ki je bila povezana z membrano za odčitavanje zapisa s plošče.
- 1893 – Ivan Bajde je izumil glasbilo, ki je posnemalo citre, harfo, violino, violo in violončelo. Glasbilo je imelo obliko majhnega harmonija. Instrumente je konstruiral tudi njegov sin Ludvik Bajde (znano glasbilo je bilo klaviolina, prav tako v obliki majhnega harmonija).
- 1895 – Mikrotonalne teorije Juliana Carilla, 96-tonske lestvice, so prispevale k njegovemu razvoju glasbil, ki so reproducirala intervale do šestnajstine tona. Predstavil jih je v New Yorku leta 1926. Najbolj znana sta octavina z osminkami tona in arpa citera s šestnajstinkami tona. Ohranjenih je več posnetkov Carillove glasbe, predvsem godalnih kvartetov.
- 1897 – Edwin Steve Votey je izumil pianolo, instrument, ki je uporabljal vnaprej luknjani perforirani papir, ki se je premikal čez tanek mostiček. Luknje v papirju so odgovarjale 88 odprtinam v klavirski tipkovnici.
- 1898 – Valdemar Poulson (1869–1942) je patentiral svoj Telegraphone, prvi magnetni snemalni aparat.

### 20. stoletje
- 1906 – Thaddeus Cahill je izumil dinamofon, pripravo, ki je producirala glasbo z dinamom na izmenični tok. To je bil prvi umetno ustvarjen zvok. Dinamofon je bil tudi znan kot telharmonij. Instrument je tehtal več kot 200 ton in je bil namenjen prenosu zvoka prek telefonskih žic, čeprav so bile žice preveč rahle za vse signale. Generatorji so proizvajali tone različnih frekvenc in jakosti.
- 1907 – Ferruccio Busoni (1866–1924) je verjel, da je dotedanji glasbeni sistem zelo omejen, zato je trdil, da je istrumentalna glasba mrtva. V svoji razpravi o estetiki Skica nove glasbe (Sketch of a New Music) je razpravljal o prihodnosti glasbe.
- 1910 – V New Yorku so prvič oddajali radio. Prva radijska postaja je bila prav tako v New Yorku ustanovljena leta 1920.
- 1912 – Henry Cowell (1897–1965) je v klavirski glasbi predstavil zvočne ploskve (nemško Klangfläche); primera sta banshee in eolska harfa.
- 1914 – Prvi koncert futuristične glasbe. Koncertno prireditev, imenovano Umetnost hrupov, sta priredila Filippo Marinetti in Luigi Russolo v Milanu.
- 1920 – Ruski skladatelj Lev Theremin je izumil eterofon (pozneje imenovan teremin ali tereminovoks). Instrument je uporabljal dva oscilatorja v vakuumski cevi, s katerima je proizvajal tone. Imel je tudi anteno, s katero je bilo mogoče doseči dinamične spremembe. Uporabljali so ga številni skladatelji, vključno z Edgarjem Varesejem.
- 1922 – Skladatelj Darius Milhaud je eksperimentiral s transformacijo vokala z uporabo sprememb hitrosti fonografa. Ottorino Respighi (1879–1936) je v skladbi Pini di Roma uporabil fonografski posnetek slavčkov.
- 1926 – Nemški skladatelj Jörg Mager je sestavil elektronski instrument sferofon. Instrument je bil prvič predstavljen na Donaueschingenskem festivalu. Ruski skladatelj Nikolaj Rimski-Korsakov je za ta instrument skomponiral nekaj eksperimentalnih del. Mager je pozneje izdelal še partiturofon in kalejdofon, ki sta se oba uporabljala na glasbenih odrih. Vsi ti instrumenti so bili uničeni v drugi svetovni vojni. George Antheil (1900–1959), ameriški izseljenec v Franciji, je skomponiral Ballet Mechanique. Delo je bilo napisano za klavirje, ksilofone, pianolo, hišne zvonce in letalski letalski propeler.
- 1928 – Maurice Martenot je sestavil instrument, imenovan ondes Martenot (najprej imenovan ondes musicales). Ta instrument je bil zasnovan podobno kot teremin, vendar je namesto radijske antene za doseganje kondenzatorskih diferenc uporabljal premično električno pripravo. Skladbe zanj so psali Arthur Honegger, Olivier Messiaen, Darius Milhaud, Henri Dutilleux in Edgar Varese. Friedrich Trautwein (1888–1956) je izumil travtonij. Za to glasbilo so skladbe napisali Hindemith, Richard Strauss in Varese, ohranil pa se ni noben posnetek.
- 1929 – Američan Laurens Hammond je iznašel Hammonove orgle, novachord, solovox in različne reverbne naprave. Hammondove orgle so uporabljale 91 vrtečih se elektromagnetnih ploščatih generatorjev, ki jih je poganjal sinhroni motor, povezan s prestavami in tonskimi kolesi. Deloval je po načelu aditivne sinteze.
- 1931 – Ruth Crawford Seeger je skomponiral Godalni kvartet 1931. To je bila ena od prvih skladb, v kateri je bil uporabljen razširjeni serializem, sistematična organizacija tonskih višin, ritma, dinamike in artikulacije. Henry Cowell je v sodelovanju z Leonom Thereminom sestavil ritmikon, instrument, ki je lahko igral metrične kombinacije skoraj neomejene kompleksnosti. Za ta instrument je Cowell skomponiral Rhytmicana concerto. Jörg Mager je dobil nalogo, da ustvari elektronske glasove zvonov za bayreuthsko postavitev Parsifala.
- 1935 – Podjetje Allegemeine Elektrizitäts Gesellschaft (AEG) je predstavilo prvi magnetofon.
- 1937 – Orson Welles je režiral Vojno svetov pisatelja Herberta Georgea Wellsa. Bil je prvi filmski režiser, ki je uporabil tehniko fade-in in fade-out, na filmu pa je bila prvič predstavljena leta 1941 (Državljan Kane). Do takrat so vsi filmski režiserji uporabljali ostre glasbene reze. Sestavili so elektroakustični klavir electrochord.
- 1938 – Sestavili so novachord.
- 1939 – John Cage (1912–1992) je začel eksperimentirati z indeterminacijo (naključno glasbo). V svoji skladbi Imaginary Landscape No. 1 so izvajalci predvajali glasbo iz več elektronskih predvajalnikov in menjali spremenljivko hitrosti. Nastala je plastična avdiokaseta. Zasnovan je bil sonorous cross (glasbilo, podobno tereminu).
- 1941 – Iznašli so instrument ondiolin.
- 1944 – Percy Grainger in Burnett Cross sta patentirala stroj, ki je glasbo »osvobodil« nujnosti ustaljene uglasitve in ritmične netočnosti izvajalcev. Mehanska invencija za komponiranje svobodne glasbe je uporabljala 8 oscilatorjev in sinhrono napravo v povezavi z občutljivim fotopapirjem z namenom, da bi se projektirana notacija lahko spremenila v zvok.
- 1947 – V Bellovih laboratorijih (Bell Labs) so razvili radijski tranzistor. Ustvarjen je bil instrument klaviolina.
- 1948 – Ameriški skladatelj John Scott Trotter je sestavil aparat za skladanje popularne glasbe. Kanadčan Hugh LeCaine je izdelal electronic sakbutt, instrument, ki je zvenel kot violončelo. Pariški radijski tehnik Pierre Schaeffer je napisal več kratkih etud, ki jih je poimenoval musique concrete. Oktobra 1948 so Schaefferjeve zgodnje etude radijsko prenašali v okviru »Koncerta hrupov« (Concert de bruits). Joseph Schillinger je napisal knjigo Matematične osnove umetnosti (The Mathematical Basis of the Arts).
- 1949 – Pierre Schaeffer in tehnik Jacques Poullin sta eksperimentirala z zvokom, ki sta ga imenovala musique concrete. Skupaj s Pierrom Henryjem (1927–1996) so skomponirali Symphonie pour un homme seul (Simfonijo za enega izvajalca). Olivier Messiaen je skomponiral Mode de valeurs et d'intensities, klavirsko skladbo, ki je bila zasnovana ne le na višinah tonov, ampak tudi na njihovih dolžinah, jakosti in artikulaciji. Harald Bode je izumil melochord. Iznašli so naslednja glasbila: electronium pi (uporabljali so ga nekateri nemški skladatelji, na primer Hans Brehme (1904–1952), Helmut Degen (1911–1954) in Wolfgang Jacobi), multimonica, polikordne orgle, tuttivox, Marshallove orgle in druge manjše električne orgle.
- 1950 – Luciano Berio je ustanovil Milanski studio.
- 1951 – Clara Rockmore je z tereminom nastopila na svetovni turneji. Pierre Henry je skomponiral skladbo Variations on a Door and a Sigh (variacije na vrata in vzdihljaj). Studio francoske radiotelevizije je ustanovil formalno skupino Groupe de Musique Concrete, ki je bila odprta navzven tudi drugim skladateljem, kot so Messiaen in njegovi učenci Pierre Boulez, Karlheinz Stockhausen in George Barraque. Boulez in Stockhausen sta skupino kmalu zapustila, ker Schaeffer ni bil pristaš uporabe elektronskih zvokov, ampak uporabe posnetkov. Naključna glasba Johna Cagea je dosegla višek s skladbo Music of Changes; skladba je temeljila na kartah iz knjige kitajskih prerokovalcev I Čing. Structúres, knjiga Ia so bile prvi Boulezov poskus uporabe majhne količine glasbenega gradiva v serialni glasbi.
- 1951 – Herbert Eimert in Robert Beyer sta ustvarila prve skladbe samo z uporabo elektronsko generiranih tonov. Skladbe so uporabljale mehansko napravo, ki je igrala napeve Stephena Fosterja.
- 1952 – Herbert Eimert je ustanovil kölnsko radijsko postajo Nordwestdeutscher Rundfunk (pozneje Westdeutscher Rundfunk). Kmalu se je povezal s Karlheinzem Stockhausnom in sta skupaj ustvarjala elektronsko glasbo. John Cage je skomponiral slavno skladbo, imenovano 4′33″. Skladatelj je poskušal osvoboditi tako poslušalca kot skladatelja vsakršne zavestne odločitve, zato so edini zvoki v tej skladbi tisti, ki jih povzroči publika. (Skladba je znana tudi pod imenom Štiri in pol minute tišine.)
- 1953 – Robert Beyer, Werner Meyer-Eppler in Herbert Eimert so začeli eksperimentirati z elektronsko generiranimi zvoki. Eimert in Meyer-Eppler sta poučevala na darmstadtski poletni šoli, prav tako pa tudi v Parizu. Louis Baron in Bebe Baron sta odprla zasebni studio v New Yorku in proizvajala elektronsko glasbo za znanstvenofantastične filme, kot sta Prepovedani planet (Forbidden Planet) (1956) in Atlantida, izgubljena celina (Atlantis, the Lost Continent, 1961). Otto Luening in Vladimir Usačevski sta 28. oktobra 1953 predstavila prvi koncert v muzeju sodobne umetnosti v New Yorku. Program je vseboval Usačevskijevo skladbo Sonic Contours (narejeno iz posnetkov klavirja) in Lueningovo Fantasy in Space (iz posnetkov flavte).
- 1953 – Karlheinz Stockhausen je uporabil Helmholtzovo raziskavo kot temelj za svoji skladbi Studie I in Studie II. Poskušal je sestaviti zapleteno sintetizirano glasbo iz preprostih čistih frekvenc.
- 1954 – Hugh LeCaine je skomponiral skladbo Dripsody. Edini izvor zvoka za njegovo konkretno glasbo je bil zvok kaplje.
- 1955 – Harry Olson in Hebert Belar, ki sta delala za družbo RCA, sta iznašla sintetizator za elektronsko glasbo, imenovan Olson-Belar Sound Synthesizer. Uporabnik je programiral sintetizator s tipkovnico, podobno pisalnemu stroju, ki je luknjal 40-kanalni papir z uporabo dvojiške kode. Začelo se je obdobje Columbia-Princeton Studia, s svojimi začetki predvsem v Usačevskijevi dnevni sobi in nato v Lueningovem stanovanju. Lejaren Hiller (1924–1992) in Leonard Isaacson iz Univerze Illinoisa sta skomponirala Illiac String Quartet, prvo skladbo z računalniško generirano glasbo. Skladba je dobila ime zaradi uporabe računalnika Univac in nastanka na Univerzi Illinoisa.
- 1955 – Karlheinz Stockhausen je skomponiral skladbo Gesang der Junglinge. To delo vsebuje tako posnetke deških glasov kakor sintetizirane glasove. Prva različica je bila namenjena pêtim zvočnikom. Besedilo Benedicte (Sveto pismo, Daniel) pojejo trije mladi Judje, ki prestajajo Nebukadnezarjevo preizkušnjo.
- 1956 – Martin Klein in Douglas Bolitho sta za skladanje uporabila Datatronov računalnik, imenovan Push-Button Bertha. Ta računalnik je bil namenjen izdelavi priljubljenih melodij, ki so izhajale iz naključno izbrane datoteke, v poljubno tonalno shemo. Delovati je začel elektronski studio radia Tokio.
- 1957 – Otto Luening je napisal skladbo Of Wood and Brass, sestavljeno iz zvokov trobent, pozavn in marimb. Scambi, skladba Henrija Pousseura, je bila izdelana v milanskem studiu. Ustanovljeni so bili elektronski studio poljskega radia Varšava, elektronski studio tovarne Siemens (München) in elektronski studio tovarne Philips (Eindhoven). David Seville je izvedel skladbo Chipmunks (Veverički) s posnetki človeških glasov, predvajanih z dvojno hitrostjo. Elektronska manipulacija v rockovski glasbi se po tem dogodku ni uporabljala še vse desetletje.
- 1958 – Edgard Varese (1883–1965) je skomponiral Poeme Electronique za Svetovno razstavo v Bruslju. Delo je bilo napisano za predstavitev v Philipsovem paviljonu, stavbi, ki jo je oblikoval znani arhitekt Le Corbusier, njegov asistent pa je bil arhitekt Iannis Xenakis (ki je pozneje postal bolj znan kot skladatelj). Delo je bilo izvedeeno s približno 425 zvočniki in spremljano s projekcijami slik. To je bila prva multimedijska produkcija. Iannis Xenakis je za bruseljsko svetovno razstavo skomponiral skladbo Concret PH. Sestavljal jo en sam izvor zvoka: ojačani zvok gorenja oglja. Ustanovljena sta bila elektronski studio BBC Radiophonic Workshop v Londonu in elektronski studio švedskega radia v Stockholmu. Luciano Berio je skomponiral skladbo »Thema-omaggio a Joyce«. Izvor zvoka je posnetek ženske, ki bere iz knjige Ulikses.
- 1958 – Karlheinz Stockhausen je skomponiral skladbo Kontakti za štirikanalni magnetofonski trak. Druga različica je bila za klavir, tolkala in magnetofonski trak.
- 1958 – Argentinski skladatelj Mauricio Kagel je napisal Transicion II, prvo skladbo, pri kateri je bil del predstave kasetofon. Izvedli so jo v Kölnu. Dva glasbenika sta igrala na klavir, prvi na tradicionalni način, drugi na strune in les. Dva druga nastopajoča sta uporabljala kasetofona, s katerima sta z zamikom predvajala že zaigrano.
- 1959 – Max Mathews je v Bellovih laboratorijih začel pri ustvarjanju zvočnega gradiva eksperimentirati z računalniškimi programi. Mathews in Joan Miller (ki je bil tudi zaposlen v Bellovih laboratorijih) sta napisala Music4, prvi vseobsežni računalniški program za umetne zvoke. Različice od 1 do 3 so bile poskusne in so bile napisane v zbirnem jeziku. Različici Music4 in Music5 sta bili napisani v fortranu. Formalno je bil ustanovljen Columbia-Princeton Electronic Music Center. Skupina je nastala ob podpori Rockefellerjeve fundacije in je predlagala ustanovitev univerzitetnega zbora za računalniško glasbo. V centru Columbia-Princeton Electronic Music Centre so sestavili sintetizator RCA Mark II. Izvirna različica je bila narejena za poustvarjanje človeškega glasu. Mark II je vseboval oscilatorje in generatorje »hrupa«. Uporabljal je ustaljeno Werckmeisterjevo uglasitev.
- 1960 – Upirati so se začeli skladatelji tradicionalne orkestrske glasbe. Številni so poskušali izvabiti zvoke, podobne elektronskim, iz tradicionalnih glasbil. Bruno Bartelozzi je napisal knjigo o razširjenih izvajalskih tehnikah. Morton Subotnick, Pauline Oliveros in Ramon Sender so ustanovili San Francisco Tape Music Center. John Cage je skomponiral Cartridge Music, nedeterminirano partituro za več izvajalcev, ki so uporabljali gramofonske škatle in pripenjali mikrofone na različne predmete.
- 1961 – V studiu Columbia-Princeton Center se je začelo obdobje prvih elektronskih koncertov. Drugi člani fakultete so glasbo sprejeli sovražno odklonilno. Začela sta se proizvodnja integrirnih vezij in VLSI (very large scale integration). Robert Moog je skupaj s Herbertom Deutschem ustvaril napetostno nadzorovani sintetizator. Luciano Berio je skomponiral skladbo Visage. Ta radijska kompozicija je nastala po zamisli nebesednega sporazumevanja. Veliko je pasaž, podobnih besedam, toda v vsej skladbi se pojavi samo ena resnična beseda (parole). Izvajalka je bila skladateljeva žena Cathy Berberian. James Tenney je leta 1961 napisal teoretično delo Meta+Hodos.
- 1962 – Bellovi laboratoriji so množično proizvajali tranzistorje, profesionalne ojačevalce in omrežja. James Tenney je napisal računalniški program PLF 2, ki ga je uporabil za kompozicijo skladb Four Stochastic Studies, Ergodos in drugih. Iannis Xenakis je skomponiral skladbo Bohor z osemkanalnim zvokom. Milton Babbitt je v studiu Columbia-Princeton skomponiral skladbo Ensembles for Synthesizer (1962–1964). Kenneth Gaburo je na Univerzi Illinoisa skomponiral skladbo Antiphony III, za zbor in magnetofonski trak. Paul Ketoff je skonstruiral synket. Ta sintetizator je nastal za skladatelja Johna Eatona kot instrument za predstave v živo.
- 1963 – Lejaren Hiller in Robert Baker sta skomponirala skladbo Computer Cantata.
- 1964 – Izdelali so izpopolnjen sintetizator Moog. Zamisel o modulu se je porodila z miniaturizacijo elektronike. Gottfried Michael Koenig je uporabil PR-1 (Project1), v fortranu napisan računalniški program, izveden na računalniku IBM 7090. Namen programa je bil priskrbeti podatke za izračun strukture glasbene kompozicije, ki je izvajala algoritmične nizane operacije na vnesenih podatkih. Drugo različico PR-1 so izdelali leto pozneje. Karlheinz Stockhausen je skomponiral skladbo za šest izvajalcev Mikrophonie I. Dva izvajalca sta igrala na velik tam-tam. Druga dva sta premikala mikrofone okoli instrumenta, zadnja dva pa sta nadzorovala elektronsko procesiranje. Turški skladatelj Ilhan Mimaroglu je napisal skladbo Bowery Bum. To je konkretna glasba; edini izvor zvoka je radirka. Skladba je nastala po zamisli slike Jeana Dubuffeta.
- 1965 – Začela se je proizvodnja tehnologije Hi-Fi (high-fidelity) za komercialne potrebe. Tržiti so začeli prvi komercialno dosegljiv Moogov sintetizator. Karlheinz Stockhausen je skomponiral skladbo, imenovano Solo, v kateri je uporabil kasetofon s premaknjenimi bralnimi glavami, zaradi česar je nastali zamik povzročil razliko med posnetkom in plejbekom.
- 1967 – Walter Carlos je z uporabo Moogovega sintetizatorja skomponiral skladbo Switched on Bach. Iannis Xenakis je napisal knjigo Musiques formelles (Formalizirana glasba). To je prva razprava o granularni sintezi, ploskvah in zrnih zvoka. Leon Kirschner je skomponira Godalni kvartet št. 3; to je prva elektronska skladba, ki je prejela Pullitzerjevo nagrado. Skupina Grateful Dead je izdala ploščo Anthem of the Sun; Frank Zappa pa je s skupino Mothers of Invention izdal ploščo Uncle Meat. V obeh albumih se je intenzivno pojavljala elektronska glasba.
- 1968 – Hugh Davies je zbral podatke za mednarodni slovar glasbenoelektronskih izrazov.
- 1969 – Končala se je izdelava instrumenta Sal-Mar, poimenovanega po skladatelju in konstruktorju Salvatoreju Martiranu. Sal-Mar je tehtal več kot eno tono in je bil sestavljen iz analognih tokokrogov, ročno nadzorovanih s tipkovnico z 291 tipkami. Godfrey Winham in Hubert Howe sta priredila Music4 za računalnik IBM 7094 kot Music4B. Napisan je bil v zbirnem jeziku fortranska priredba Music4B pa je bila Music4BF). Max Mathews in Richard F. Moore sta v Bellovih laboratorijih razvila Groove, krmilnik analognih sistemov.
- 1970 – Charles Dodge je skomponiral skladbo Earth's Magnetic Field (Zemeljsko magnetno polje), primer prenosa številske statistike v glasbo.
- 1972 – Skupina Pink Floyd je izdala album The Dark Side of the Moon. Uporabljali so se sklopi sintetizatorjev.
- 1974 – Sestavili so elektro-mehanski instrument Mellotron.To je bila zgodnja oblika vzorčevalnika z uporabo zank magnetofonskega traku. Nekatere različice so laho igrale zvoke flavte ali godal, uporabljale pa so se za filmsko glasbo in na snemanjih. Virtuozna izvajalka na tereminu Clara Rockmore je izdala posnetke z glasbo tega instrumenta.
- 1976 – Skladatelj Philip Glass in libretist Robert Wilson sta ustvarila veliko multimedijsko opero v mininalističnem slogu Einstein on the Beach.
- 1977 – V Parizu je pod vodstvom Pierra Bouleza nastal Institut de Recherche et Coordination Acoustique/Musique (Inštitut za raziskovanje in koordiniranje akustike/glasbe; IRCAM). Peter Samson je sestavil Systems Concepts Digital Synthesizer (SCDS). Ta je lahko v realnem času generiral signal in paralelno procesiral; imel je 256 digitalnih oscilatorjev, 128 spreminjevalcev signala (filtri, reverberacija, potenciometri) in obsežen pomnilnik.
- 1981 – Larry Austin je skomponiral skladbo Canadian Coastlines, ki je za določitetv besedilne, ritmične in melodične vsebine uporabljala zemljevid Kanade. Nove različice Music5 so vsebovale tako imenovani Cmusic (avtor je Richard F. Moore), tako je poimenovan zaradi tega, ker je bil v celoti napisan v programskem jeziku C.
- 1985 – Napisan je bil Interactor, program Mortona Subotnicka in Marka Coniglia, namenjen predvsem koncertnim prireditvam, s sposobnostjo slediti partituri.
- 1986 – Programer David Zicarelli je napisal Jam Factory, program, ki je lahko poslušal MIDI-vhod in takoj nato improviziral glasbo na določeni profesionalni stopnji. Joel Chadabe, David Zicarelli, John Offenhartz in Antony Widoff so začeli delati na algoritemskem programu, ki bi lahko služil kot improvizatorno okolje. Izvajalec bi se usedel za računalnik in ustvarjal podatke v realnem času s potenciometri, ki bi spreminjali parametre v tem algoritmu, na primer intervale od ene do druge note, najvišji in najvišji ton itd. Izvirna različica naj bi se imenovala Maestro, potem RMan (Random Manager), končno pa se je imenovala M. Predstavljena je bila tehnologija Dolby SR. Ustanovljeno je bilo podjetje Sonic Solutions. Tržiti so začeli prvi komercialni digitalni zvočni zapisovalnik (DAT).
- 1989 – Digidesign je predstavil Sound Tools.
- 1990 – Podjetje Sony je predstavilo snemalno CD-tehnologijo.
- 1991 – Podjetje Sony je razvilo tehnologijo Mini-disk (MD).
- 1992 – Podjetje Sony je predstavilo multimedijski CD-ROM.
- 1994 – Pojavila se je digitalna vizualna tehnologija (DVD)